# Nedze
Nedze jsou geomorfologická část podcelku Čachtické Karpaty v pohoří Malé Karpaty.  Rozprostírá se v nejsevernější části pohoří, západně od Nového Mesta nad Váhom.  Nejvyšším vrcholem jsou 588 m n. m. vysoké Salášky.

## Vymezení
Území se nachází na severním okraji pohoří Malé Karpaty a zabírá severní část podcelku Čachtické Karpaty. Má oválný tvar severojižní orientace s úzkým, jihozápadním směrem vybíhajícím ramenem. Z okolních sídel je východním směrem situováno Nové Mesto nad Váhom, na jižním okraji leží Čachtice, jihozápadně se nachází Višňové a na severozápadě se území dotýkají Bzince pod Javorinou. Na západě a severu sousedí Myjavská pahorkatina, severovýchodně leží Bielokarpatské podhorie, podcelek Považského podolia a východní okraj klesá do Podmalokarpatské pahorkatiny, která je částí Podunajské pahorkatiny. Jižním směrem pokračují Čachtické Karpaty a od jejich části Plešivec jsou Nedze odděleny hlubokým údolím říčky Jablonka.
Tato část Malých Karpat patří do povodí Váhu a východním směrem do řeky Váh směřují i dva nejvýznamnější vodní toky; jižním okrajem vedoucí říčka Jablonka a severní okraj lemující Kamečnica. 
Jihovýchodním okrajem vede silnice II/504 spojující města Nové Mesto nad Váhom a Vrbové), z níž v Čachticích odbočuje a hlubokým údolím Jablonky do obce Hrachovište vede silnice III/1229. Stejnou trasu využívá i železniční trať do Myjavy. Severní okraj lemuje silnice II/581 z Nového Města nad Váhom do Staré Turé.

## Chráněná území
Téměř celé území se nachází v Chráněné krajinné oblasti Malé Karpaty, výjimku tvoří okolí kamenolomu při Čachticích. Zvláště chráněným územím je národní přírodní památka Čachtická jeskyně, zabírající velkou oblast v jižní polovině této části pohoří.

## Turismus
Severní okraj Malých Karpat patří mezi klidné a méně navštěvované oblasti. Turisticky atraktivním územím je okolí Čachtického hradu nad obcí Višňové, ke kterému vedou i značené chodníky z části Nedze. Samotná ruina je na hradním bradle na jižní straně úžiny a tedy v sousední geomorfologické časti Plešivec. Chráněným územím v jižní části vede  žlutě značená trasa z Nového Mesta nad Váhom přes Višňové na Čachtický hrad a tam končí i  zeleně značená trasa, vedoucí z Lubiny západním okrajem území.